# Ford i-Max
Ford i-Max – samochód osobowy typu minivan klasy kompaktowej produkowany pod amerykańską marką Ford w latach 2007 – 2010.

## Historia modelu

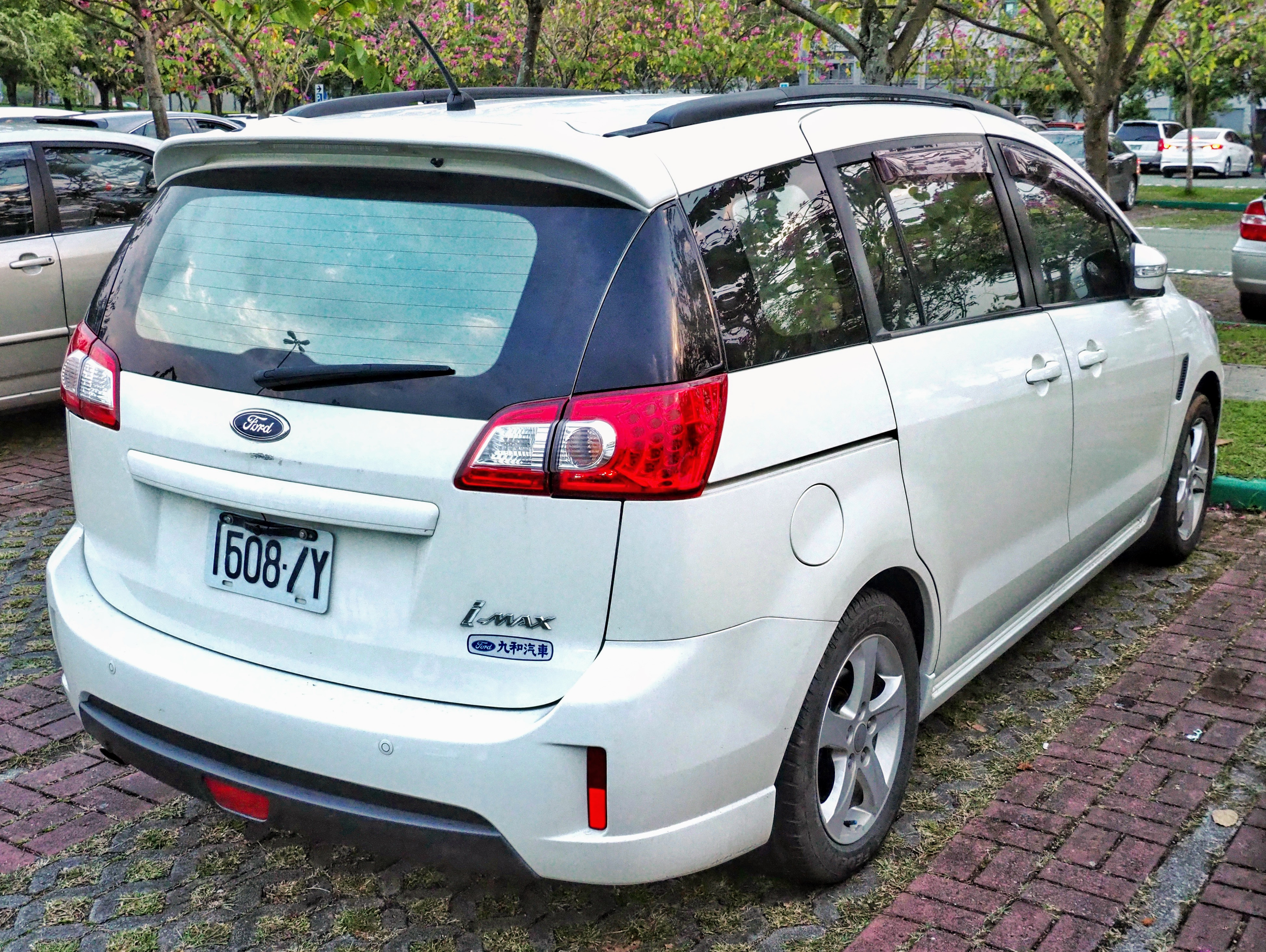
Ford i-Max - tył

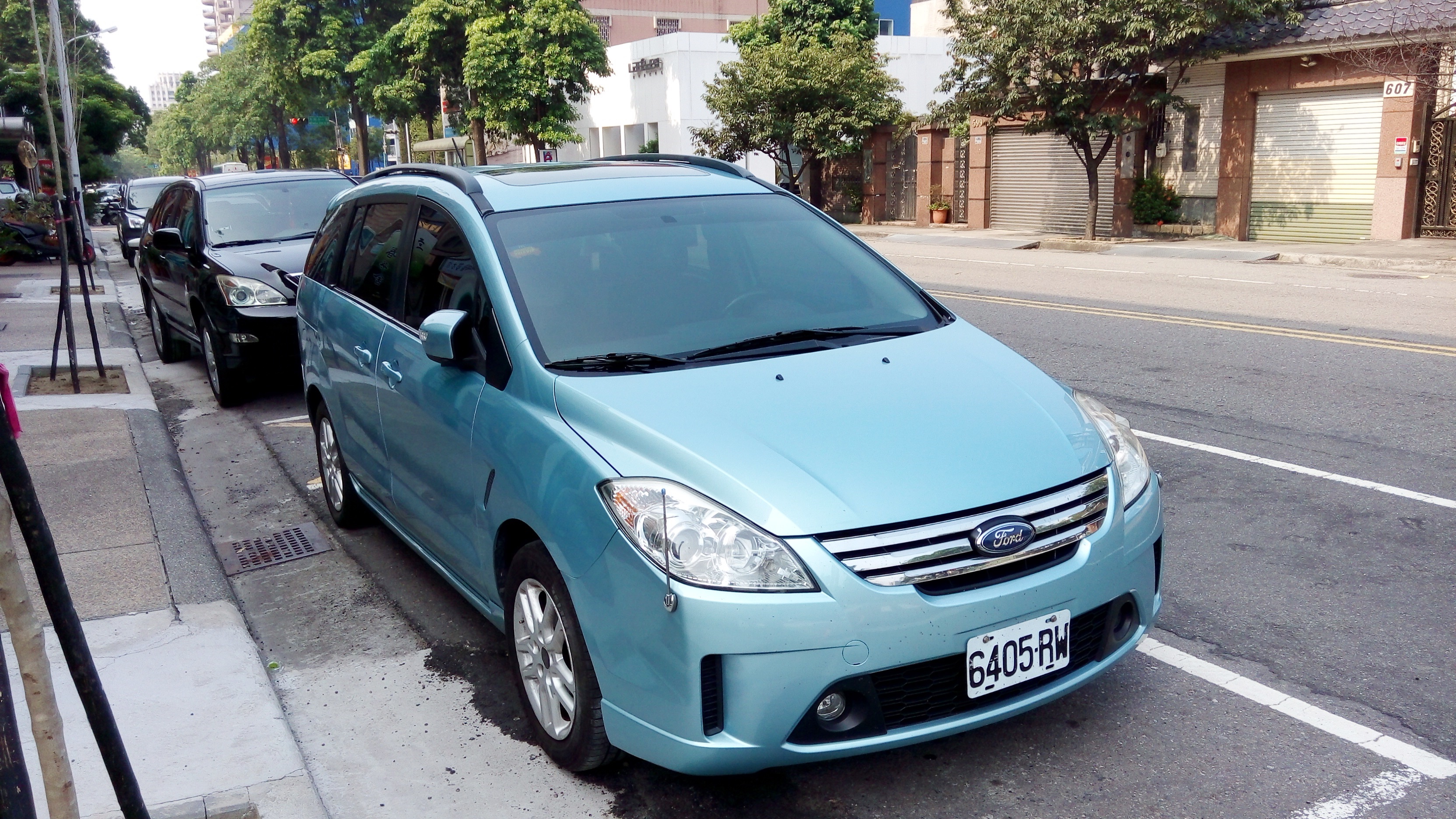
Ford i-Max Base

Po tym, jak wycofany z azjatyckich rynków w 2003 roku minivan Ixion pozostał w lokalnej produkcji na Tajwanie jako Ixion MAV, w 2007 roku tutejszy oddział Forda zdecydował się opracować następcę. Podobnie jak poprzednik, samochód powstał jako bliźniacza odmiana drugiej generacji Mazdy Premacy, w Europie znanej jako Mazda 5. 

### Stylistyka
Ford i-Max przeszedł głębokie wizualne modyfikacje, które przejawiały się zupełnie nowym pasem przednim z chromowaną atrapą chłodnicy, a także charakterystycznymi dwuczęściowymi, poziomymi tylnymi lampami. Pozostałe elementy nadwozia i wykończenia wnętrza, wraz z jednostkami napędowymi, były zapożyczone od Mazdy. Produkcja trwała do 2010 roku - był to ostatni w historii model Forda będący bezpośrednim bliźniakiem któregoś z modelów Mazdy.

### Silnik
- L4 1.8l MZR